# Anisophyllea manausensis
Anisophyllea manausensis är en tvåhjärtbladig växtart som beskrevs av João Murça Pires och W.A. Rodrigues. Anisophyllea manausensis ingår i släktet Anisophyllea och familjen Anisophylleaceae. Inga underarter finns listade i Catalogue of Life.